# Comté de Lee (Kentucky)
Pour les articles homonymes, voir Comté de Lee.
Le Comté de Lee est un comté de l'État du Kentucky, aux États-Unis, fondé en 1870. Son siège se situe à Beattyville.
C'est un dry county.